# أكاديمية المسرح والراديو والسينما والتلفزيون (ليوبليانا)

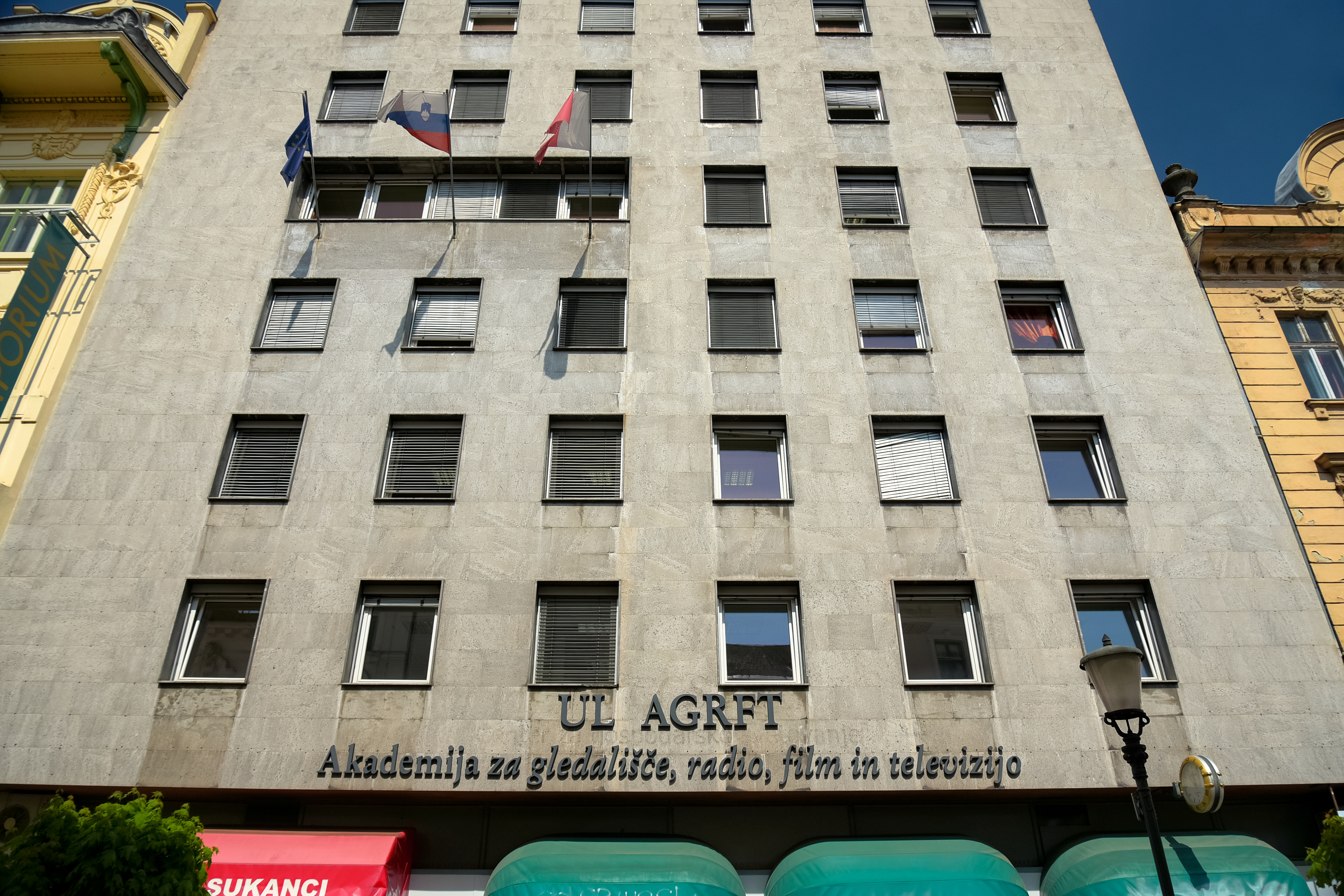
مبني الاكاديمية

أكاديمية المسرح والراديو والسينما والتلفزيون، هي أكاديمية تابعة لجامعة ليوبليانا في ليوبليانا،سلوفينيا.إنها الكلية ومدرسة الدراسات العليا الوحيدة في سلوفينيا التي لديها منهج مماثل. وهي تتألف من ثلاث كليات: كلية المسرح والراديو، وكلية السينما والتلفزيون، وكلية الكتابة على الشاشة والمسرح. بالإضافة إلى ذلك، تم تضمين مركز للدراسات المسرحية والسينمائية في الأكاديمية.العميد الحالي هو أليش فاليتش.

## تاريخ
تأسست الأكاديمية عام 1945. في البداية، كانت مجرد أكاديمية للمسرح. وأضيفت إلى المنهج تدريجياً أقسام الدراسات الإذاعية والسينمائية والتلفزيونية.في عام 1963 تبنت الأكاديمية اسمها الحالي. منذ عام 1975 كان عضوًا مستقلاً في جامعة ليوبليانا،إلى جانب أكاديمية الموسيقى وأكاديمية الفنون الجميلة والتصميم.
تقدم الأكاديمية برامج للدراسة الجامعية والدراسات العليا، بما في ذلك التدريب في جميع المجالات المتاحة.

## أساتذة
من بين الأساتذة البارزين:

- داريا شفاجر، مغنية
- كاربو جودينا، مخرج الفيلم
- جوزيكل ابل ممثلة
- ميتا هوفار، مخرج مسرحي، كاتب سيناريو، مصمم أزياء
- أندريه انكريت، ناقد مسرحي
- دوسان يوفانوفيتش، كاتب مسرحي، مخرج
- بريمو كوزاك، كاتب مسرحي وكاتب مقالات
- مايل كورون، مدير المسرح
- بينو ملكار، مصمم رقصات
- فرانسي سلاك، مخرج، منتج، كاتب سيناريو
- جوزيب فيدمار، ناقد أدبي ومنظر
- ماتجاي زوبانشيتش، مخرج، كاتب مسرحي